# Tara Llanes
Tara Llanes, née le 28 novembre 1976 à West Covina, est une coureuse cycliste américaine. Spécialisée en VTT, elle est quatre fois médaillée en dual slalom et en four cross aux championnats du monde entre 2000 et 2005. Après un accident en compétition en 2007 qui la rend paraplégique, elle continue de pratiquer des sports en fauteuil.

## Biographie
Elle commence à pratiquer le BMX en 1988, à onze ans. En 1993, elle se tourne vers le VTT et se spécialise en descente, dual slalom et four cross. Elle devient professionnelle en 1996.
En 1999, elle obtient la médaille d'or du dual slalom aux X Games. L'année suivante, elle est deuxième du championnat du monde de dual slalom. Médaillée de bronze en 2002, elle est ensuite médaillée de bronze du championnat du monde de four cross en 2004 et 2005.
Le 1er septembre 2007, elle est victime d'un accident lors d'une compétition à Beaver Creek, dans le Colorado qui la rend tétraplégique. Elle commence alors à pratiquer le basket-ball, le ski, le tennis en fauteuil,. Militante de l'intégration des fauteuils tout-terrain aux États-Unis, elle roule sur un matériel polonais et en fait la promotion.

## Palmarès

### Championnats du monde
- 2000
  -  Médaillée d'argent du dual slalom
- 2001
  -  Médaillée de bronze du dual slalom
- 2004
  -  Médaillée de bronze du four cross
- 2005
  -  Médaillée de bronze du four cross

### Coupe du monde
- Coupe du monde de dual slalom
  - 5e en 1998
  - 3e en 1999
  - 2e en 2000
  - 3e en 2001
- Coupe du monde de four cross
  - 5e en 2002
  - 7e en 2003
  - 2e en 2004
  - 3e en 2006